# Лемурија (континент)
Лемурија или Лимурија је хипотетичко изгубљено копно, чије су постојање у Индијском или Пацифичком океану предвиђале данас превазиђене научне теорије 19. века. Идеју су присвојили тадашњи окултисти, а касније постаје и део поп-културе. Неки тамилски писци повезују овај појам са Кумари Кандамом - митским изгубљеним континентом древне тамилске цивилизације, који се налазио јужно од данашње Индије, у Индијском океану.

## Еволуција идеје
У почетку је Лемурија замишљана као потопљени копнени мост, који би објаснио одређене дисконтинуитете у биогеографији. Ова идеја постаје застарела настанком модерних теорија тектонских плоча. Заиста постоје потопљени континенти, попут Зеландије у Тихом океану и Мауриције и Кергеленског платоа у Индијском океану, али ниједна геолошка формација испод ова два океана није могла да служи као копнени мост међу континентима.
Идеја Лемурије укључена је у веровања прото - Њу Ејџ правца теозофије, а касније и у друга не - мејнстрим веровања. Приче о Лемурији се разликују, али им је заједничко уверење да је у древним временима постојао континент, који је потонуо испод океана као последица неке велике геолошке промене, попут замене полова. Поборници оваквих теорија често верују да један такав катаклизмичан догађај уништити модерни свет.

## Порекло научне тезе

### Постулација
У „Кварталном часопису науке”, 1864. године се појавило дело „Сисари Мадагаскара”, зоолога и биогоеграфа Филипа Склејтера. Користећи се класификационом категоријом коју је назвао лемури, која је укључивала и повезане приматске групе, а збуњен постојањем њихових фосилних остатака и на Мадагаскару и у Индији, и њиховим мањком у Африци и на Блиском истоку, Склејтер предлаже како су та два дела копна некад била део већег континента. Ова претпоставка се испоставила као тачна, мада је тај континент у ствари био суперконтинент Пангеа.
„Аномалије фауне сисара Мадагаскара се најбоље могу објаснити претпоставком... постојања већег континента који је заузимао просторе Атлантског и Индијског океана... да се овај континент распао у острва, од којих су се нека припојила... Африци, нека... ономе што је данас Азија; и да на Мадагаскару и на Маскаренским острвима имамо реликвије овог великог континента, за који... предлажем назив Лемурија.”

### Паралеле
Склејтерова теорија није била неуобичајена за своје време. Приче о правим и измаштаним копненим мостовима фасцинирале су Склејтерове савременике. Етјен Жофруа Сент-Илер је две деценије раније, такође посматрајући везу између животиња у Индији и на Мадагаскару, предложио постојање јужног континента, али му није наденуо име. Прихватање Дарвинизма упутило је научнике у потрагу за тачком еволутивног порекла врста. Пре прихватања теорије кретања континената, биолози су често постулирали постојање потопљених копнених површина, како би објаснили популације базиране на копну, а које су сада одвојене воденим препрекама. Геолози су на сличан начин покушавали да објасне велику сличност између стеновитих формација на различитим континентима. Први систематизовани покушај начинио је Мелкијор Неумајр у својој књизи Erdgeschichte из 1887. године.  Током 19. века, предложен је велики број теорија о потопљеним копненим мостовима и континентима, како би се објаснила распрострањеност животињских врста.

### Објављивање
Како је добила на значају у научним круговима, идеја о Лемурији почиње да се појављује у делима других научника. Ернст Хекел, дарвиновски таксономиста, предложио је постојање Лемурије као објашњење „карика које недостају” унутар ланца фосилних остатака. Према неким изворима, Хекел је ову тезу предложио пре Склејтера, али није користио назив „Лемурија”. Он је претпоставио да је људска врста потекла са овог изгубљеног континента, а да фосили не могу бити нађени јер су са њим потонули под океан.
У покушају да објасне распрострањеност разних врста кроз Азију и Америке, неки научници су излагали хипотезе по којима се Лемурија простирала и на неке делове Тихог океана.

### Потискивање
Теорија о постојању Лемурије потпуно је нестала из конвенционалног научног дискурса, пошто су општеприхваћене постале теорије о тектонским плочама и кретању континената. Следећи теорију о тектонским плочама, Индија и Мадагаскар су уистину били део истог копна, чиме се објашњава геолошка сличност. Кретање плоча је узроковало то да се Индија милионима година уназад одвоји и помери на своју садашњу локацију. Пра-копно, суперконтинент Гондвана, није потонуо већ се распао.

## Кумари Кундам
Неки тамилски писци, попут Деванејe Паванара, повезују Лемурију са Кумари Кундамом - митским потопљеним копном које се помиње у тамилској књижевности, за које се тврди да је колевка цивилизације.

## У популарној култури
Од 1880-их па надаље, идеја о постојању Лемурије послужила је као инспирација за настанак бројних романа, телевизијских програма, филмова и музике.